# Нове Поляшкі
Нове Поляшкі (пол. Nowe Polaszki) — село в Польщі, у гміні Стара Кішева Косьцерського повіту Поморського воєводства.
Населення — 507 осіб (2011).
У 1975-1998 роках село належало до Гданського воєводства.

## Демографія
Демографічна структура станом на 31 березня 2011 року:
|          | Загалом | Допрацездатний вік | Працездатний вік | Постпрацездатний вік |
| -------- | ------- | ------------------ | ---------------- | -------------------- |
| Чоловіки | 278     | 78                 | 177              | 23                   |
| Жінки    | 229     | 46                 | 134              | 49                   |
| Разом    | 507     | 124                | 311              | 72                   |